# Temporada da Champ Car World Series de 2005
A Temporada da Champ Car World Series de 2005 foi a 27ª da história da categoria. Teve como campeão o francês Sébastien Bourdais, da Newman-Haas.
O alemão Timo Glock, da equipe Rocketsports, levou o prêmio de melhor rookie (estreante) do ano.

## Calendário
13 etapas foram disputadas na temporada entre 10 de abril e 6 de novembro.
| Etapa | Nome da Corrida                                                | Circuito                          | Local da prova              | Data           | TV (USA)      | TV (Brasil) |
| ----- | -------------------------------------------------------------- | --------------------------------- | --------------------------- | -------------- | ------------- | ----------- |
| 1     | Toyota Grand Prix of Long Beach                                | Ruas de Long Beach                | Long Beach, Califórnia      | 10 de abril    | NBC           | RedeTV!     |
| 2     | Tecate/Telmex Grand Prix of Monterrey                          | Fundidora Park                    | Monterrey,                  | 22 de maio     | Speed Channel | SporTV      |
| 3     | Time Warner Cable Road Runner 225, Presented by US Bank        | Milwaukee                         | West Allis, Wisconsin       | 4 de junho     | Speed Channel | SporTV      |
| 4     | G.I. Joe's presents the Champ Car Grand Prix of Portland       | Portland International Raceway    | Portland, Oregon            | 18 de junho    | Speed Channel | SporTV      |
| 5     | Champ Car Grand Prix of Cleveland presented by U.S. Bank       | Cleveland Burke Lakefront Airport | Cleveland, Ohio             | 26 de junho    | Speed Channel | SporTV      |
| 6     | Molson Indy Toronto                                            | Exhibition Place                  | Toronto, Ontário            | 10 de julho    | Speed Channel | SporTV      |
| 7     | West Edmonton Mall Grand Prix of Edmonton                      | Edmonton City Centre Airport      | Edmonton, Alberta           | 17 de julho    | Speed Channel | SporTV      |
| 8     | Taylor Woodrow Grand Prix of San Jose                          | Ruas de San José                  | San José, Califórnia        | 31 de julho    | Speed Channel | SporTV      |
| 9     | Centrix Financial Grand Prix of Denver presented by PacifiCare | Ruas de Denver                    | Denver, Colorado            | 14 de agosto   | Speed Channel | SporTV      |
| 10    | Molson Indy Montreal                                           | Circuit Gilles Villeneuve         | Montreal, Quebec            | 28 de agosto   | Speed Channel | SporTV      |
| 11    | Champ Car Hurricane Relief 400                                 | Las Vegas Motor Speedway          | Las Vegas, Nevada           | 24 de setembro | Speed Channel | SporTV      |
| 12    | Lexmark Indy 300                                               | Ruas de Surfers Paradise          | Surfers Paradise, Austrália | 22 de outubro  | Speed Channel | SporTV      |
| 13    | Gran Premio Telmex-Tecate presented by Banamex                 | Autódromo Hermanos Rodríguez      | Cidade do México, México    | 6 de novembro  | Speed Channel | SporTV      |

- Circuitos ovais
- Circuitos mistos permanentes
- Circuitos de rua temporários

Inicialmente seriam 14 provas, com a estreia do GP da Coreia do Sul, no circuito de Ansan, que seria realizado em 16 de outubro, uma semana antes da etapa de Surfers Paradise. Porém, a corrida foi cancelada em setembro porque o circuito não ficara pronto a tempo. Pela segunda vez seguida, a Coreia do Sul teria uma corrida cancelada (uma etapa nas ruas de Seul acabou não sendo realizada em 2004).

## Equipes e pilotos
| Equipe                  | Número | Pilotos               | Corridas disputadas |
| ----------------------- | ------ | --------------------- | ------------------- |
| Newman/Haas Racing      | 1      | Sébastien Bourdais    | Todas               |
| Newman/Haas Racing      | 2      | Bruno Junqueira       | 1-2                 |
| Newman/Haas Racing      | 2      | Oriol Servià          | 3-13                |
| Forsythe                | 3      | Paul Tracy            | Todas               |
| Forsythe                | 7      | Mario Domínguez       | Todas               |
| CTE/Racing-HVM          | 4      | Björn Wirdheim        | 1-11                |
| CTE/Racing-HVM          | 4      | Fabrizio del Monte    | 12-13               |
| CTE/Racing-HVM          | 50     | Homero Richards       | 13                  |
| CTE/Racing-HVM          | 55     | Ronnie Bremer         | 1-5                 |
| CTE/Racing-HVM          | 55     | Alex Sperafico        | 6-7                 |
| CTE/Racing-HVM          | 55     | Rodolfo Lavín         | 8-13                |
| Team Australia          | 5      | Marcus Marshall       | 1-12                |
| Team Australia          | 5      | Will Power            | 13                  |
| Team Australia          | 15     | Alex Tagliani         | Todas               |
| Team Australia          | 25     | Will Power            | 12                  |
| Team Australia          | 25     | Charles Zwolsman, Jr. | 13                  |
| Rocketsports Racing     | 8      | Timo Glock            | Todas               |
| Rocketsports Racing     | 31     | Ryan Hunter-Reay      | 1-11                |
| Rocketsports Racing     | 31     | Michael McDowell      | 12-13               |
| RuSPORT                 | 9      | Justin Wilson         | Todas               |
| RuSPORT                 | 10     | A. J. Allmendinger    | Todas               |
| Dale Coyne Racing       | 11     | Ricardo Sperafico     | Todas               |
| Dale Coyne Racing       | 19     | Oriol Servià          | 1-2                 |
| Dale Coyne Racing       | 19     | Michael Valiante      | 4                   |
| Dale Coyne Racing       | 19     | Tarso Marques         | 5                   |
| Dale Coyne Racing       | 19     | Ryan Dalziel          | 6                   |
| Dale Coyne Racing       | 19     | Ronnie Bremer         | 7-13                |
| PKV Racing              | 12     | Jimmy Vasser          | Todas               |
| PKV Racing              | 21     | Cristiano da Matta    | Todas               |
| PKV Racing              | 52     | Jorge Goeters         | 2                   |
| Mi-Jack Conquest Racing | 27     | Andrew Ranger         | Todas               |
| Mi-Jack Conquest Racing | 34     | Nelson Philippe       | Todas               |
| Jensen MotorSport       | 41     | Fabrizio del Monte    | 1                   |

## Contratações e mudanças de pilotos
Tal qual ocorreu em 2003 e 2004, esta temporada viu diversas mudanças e contratações de pilotos por diversas equipes:
- Justin Wilson e A. J. Allmendinger (melhor novato da temporada de 2004) transferiram-se para a RuSPORT[3].
- Após 2 temporadas na Fórmula 1 com a equipe Toyota, Cristiano da Matta (campeão em 2002, ainda na fase da CART) regressou à Champ Car pela PKV Racing[4] , tendo vencido o GP de Portland.
- Timo Glock, também vindo da Fórmula 1, e Ryan Hunter-Reay, que disputara a temporada anterior pela Herdez Competition, assinaram com a Rocketsports[5]. Enquanto o alemão viria a ser escolhido o estreante do ano, superando o canadense Andrew Ranger, da Conquest, Michael McDowell chegou a substituir Hunter-Reay nas últimas 2 provas da temporada.
- Mario Domínguez foi contratado pela Forsythe para o lugar de Patrick Carpentier[6], que havia se mudado para a IRL.
- Outro piloto mexicano, Rodolfo Lavín, ficara sem equipe para correr no início de 2005 após perder a vaga na Walker Racing. Assinou com a CTE/HVM-Racing para seis provas.

### Alterações durante a temporada
- A equipe canadense Jensen MotorSport disputou apenas o GP de Long Beach com o italiano Fabrizio del Monte. Ao final da temporada, ele entrou no lugar do sueco Björn Wirdheim, que havia se acidentado em Las Vegas. Del Monte disputou a prova de Surfers Paradise e não foi liberado para correr o GP da Cidade do México devido a uma concussão sofrida em um acidente.
- Em Monterrey, a PKV escalou Jorge Goeters com o carro #52. Esta foi a única prova disputada por ele na Champ Car.
- O brasileiro Bruno Junqueira disputara os GPs de Long Beach e Monterrey pela Newman-Haas, mas um acidente sofrido nas 500 Milhas de Indianápolis encerraram sua temporada. Para seu lugar, foi contratado Oriol Servià, da Dale Coyne.
- Além de Servià, a Dale Coyne teve outros cinco pilotos durante o campeonato: Ricardo Sperafico (temporada completa), Michael Valiante (Portland), Tarso Marques (Cleveland), Ryan Dalziel (Toronto) e Ronnie Bremer (a partir de Edmonton)[7].
- Pelo Team Australia, equipe criada por Derrick Walker, Will Power faria sua estreia em categorias top do automobilismo. Correram ainda pelo time: Alex Tagliani, Charles Zwolsman, Jr. e Marcus Marshall[8]
- Na última etapa do campeonato, na Cidade do México, a equipe CTE/HVM Racing escalou o local Homero Richards.

#### Sistema de pontuação
| Posição | 1  | 2  | 3  | 4  | 5  | 6  | 7  | 8  | 9  | 10 | 11 | 12 | 13 | 14 | 15 | 16 | 17 | 18 | 19 | 20 |
| Pontos  | 31 | 27 | 25 | 23 | 21 | 19 | 17 | 15 | 13 | 11 | 10 | 9  | 8  | 7  | 6  | 5  | 4  | 3  | 2  | 1  |

## Classificação
| Pos. | Piloto                | LBH | MTY | MIL | POR | CLE | TOR | EDM | SJO | DEN | MTL | LVS | SRF | MXC | Pts  |
| ---- | --------------------- | --- | --- | --- | --- | --- | --- | --- | --- | --- | --- | --- | --- | --- | ---- |
| 1    | Sébastien Bourdais    | 1*  | 5   | 6   | 2   | 5   | 5*  | 1   | 1*  | 1   | 4*  | 1   | 1*  | 17  | 348  |
| 2    | Oriol Servià          | 11  | 9   | 3   | 16  | 3   | 2   | 2   | 3   | 4   | 1   | 2   | 5   | 4   | 288  |
| 3    | Justin Wilson         | 4   | 4   | 4   | 17  | 7   | 1   | 4   | 4   | 17  | 3   | 11  | 7   | 1*  | 265  |
| 4    | Paul Tracy            | 2   | 15  | 1*  | 3   | 1*  | 16  | 3   | 2   | 16* | 8   | 17* | 17  | 3   | 246  |
| 5    | A. J. Allmendinger    | 8   | 10  | 2   | 5   | 2   | 12  | 14* | 17  | 3   | 9   | 13  | 2   | 2   | 227  |
| 6    | Jimmy Vasser          | 9   | 14  | 5   | 6   | 6   | 4   | 11  | 11  | 15  | 7   | 3   | 3   | 6   | 217  |
| 7    | Alex Tagliani         | 15  | 3   | 10  | 18  | 4   | 3   | 7   | 9   | 14  | 5   | 7   | 4   | 8   | 207  |
| 8    | Timo Glock            | 6   | 11  | 9   | 10  | 10  | 7   | 13  | 6   | 13  | 2   | 8   | 6   | 5   | 202  |
| 9    | Mario Domínguez       | 5   | 13  | 7   | 4   | 17  | 13  | 5   | 5   | 2   | 10  | 4   | 18  | 12  | 198  |
| 10   | Andrew Ranger         | 17  | 2   | 16  | 7   | 8   | 11  | 18  | 16  | 10  | 11  | 14  | 10  | 9   | 140  |
| 11   | Cristiano da Matta    | 10  | 6   | 11  | 1*  | 16  | 17  | 17  | 10  | 18  | 6   | 12  | 19  | 14  | 139  |
| 12   | Ronnie Bremer         | 7   | 19  | 8   | 8   | 14  |     | 6   | 7   | 7   | 17  | 18  | 8   | 19  | 139  |
| 13   | Nelson Philippe       | 18  | 12* | 12  | 12  | 13  | 10  | 9   | 15  | 9   | 15  | 16  | 14  | 7   | 117  |
| 14   | Björn Wirdheim        | 12  | 8   | 15  | 9   | 15  | 15  | 15  | 8   | 11  | 13  | 6   |     |     | 115  |
| 15   | Ryan Hunter-Reay      | 13  | 7   | 17  | 15  | 18  | 6   | 16  | 14  | 6   | 12  | 10  |     |     | 110  |
| 16   | Marcus Marshall       | 14  | 16  | 13  | 14  | 12  | 14  | 8   | 12  | 12  | 16  | 9   | 11  |     | 104  |
| 17   | Ricardo Sperafico     | 19  | 17  | 14  | 13  | 9   | 18  | 10  | 18  | 8   | 18  | 15  | 9   | 18  | 92   |
| 18   | Rodolfo Lavín         |     |     |     |     |     |     |     | 13  | 5   | 14  | 5   | 13  | 15  | 72   |
| 19   | Bruno Junqueira       | 3   | 1   |     |     |     |     |     |     |     |     |     |     |     | 59   |
| 20   | Alex Sperafico        |     |     |     |     |     | 8   | 12  |     |     |     |     |     |     | 24   |
| 21   | Michael McDowell      |     |     |     |     |     |     |     |     |     |     |     | 12  | 11  | 19   |
| 22   | Will Power            |     |     |     |     |     |     |     |     |     |     |     | 15  | 10  | 17   |
| 23   | Ryan Dalziel          |     |     |     |     |     | 9   |     |     |     |     |     |     |     | 13   |
| 24   | Tarso Marques         |     |     |     |     | 11  |     |     |     |     |     |     |     |     | 10   |
| 25   | Michael Valiante      |     |     |     | 11  |     |     |     |     |     |     |     |     |     | 10   |
| 26   | Fabrizio del Monte    | 16  |     |     |     |     |     |     |     |     |     |     | 16  | DNS | 10   |
| 27   | Charles Zwolsman, Jr. |     |     |     |     |     |     |     |     |     |     |     |     | 13  | 8    |
| 28   | Homero Richards       |     |     |     |     |     |     |     |     |     |     |     |     | 16  | 5    |
| 29   | Jorge Goeters         |     | 18  |     |     |     |     |     |     |     |     |     |     |     | 3    |
| Pos. | Piloto                | LBH | MTY | MIL | POR | CLE | TOR | EDM | SJO | DEN | MTL | LVS | SRF | MXC | Pts. |

| Cor         | Resultados                                  |
| ----------- | ------------------------------------------- |
| Dourado     | Vencedor da prova                           |
| Prata       | 2° lugar                                    |
| Bronze      | 3° lugar                                    |
| Verde       | Entre 4° e 5°                               |
| Azul-claro  | Entre 6° e 10°                              |
| Azul-escuro | Completou a corrida (fora dos 10 primeiros) |
| Roxo        | Abandonou                                   |
| Vermelho    | Não se classificou (DNQ)                    |
| Marrom      | Desistiu de correr (Wth)                    |
| Preto       | Desclassificado (DSQ)                       |
| Branco      | Não largou (DNS)                            |
| Em branco   | Não participou da corrida (DNP)             |
| Em branco   | Não correu                                  |

| '             |                                |
| Negrito       | Pole position                  |
| Itálico       | Volta mais rápida              |
| *             | Liderou maior número de voltas |
| Rookie do ano |                                |
| Rookie        |                                |

| Cor         | Resultados                                  |
| ----------- | ------------------------------------------- |
| Dourado     | Vencedor da prova                           |
| Prata       | 2° lugar                                    |
| Bronze      | 3° lugar                                    |
| Verde       | Entre 4° e 5°                               |
| Azul-claro  | Entre 6° e 10°                              |
| Azul-escuro | Completou a corrida (fora dos 10 primeiros) |
| Roxo        | Abandonou                                   |
| Vermelho    | Não se classificou (DNQ)                    |
| Marrom      | Desistiu de correr (Wth)                    |
| Preto       | Desclassificado (DSQ)                       |
| Branco      | Não largou (DNS)                            |
| Em branco   | Não participou da corrida (DNP)             |
| Em branco   | Não correu                                  |

| '             |                                |
| Negrito       | Pole position                  |
| Itálico       | Volta mais rápida              |
| *             | Liderou maior número de voltas |
| Rookie do ano |                                |
| Rookie        |                                |

## Copa das Nações
| Pos. | País           | LBH | MTY | MIL | POR | CLE | TOR | EDM | SJO | DEN | MTL | LVS | SRF | MXC | Pts |
| ---- | -------------- | --- | --- | --- | --- | --- | --- | --- | --- | --- | --- | --- | --- | --- | --- |
| 1    | França         | 1   | 5   | 6   | 2   | 5   | 5   | 1   | 1   | 1   | 4   | 1   | 1   | 7   | 346 |
| 2    | Canadá         | 2   | 2   | 1   | 3   | 1   | 3   | 3   | 2   | 10  | 5   | 7   | 4   | 3   | 322 |
| 3    | Espanha        | 11  | 9   | 3   | 16  | 3   | 2   | 2   | 3   | 4   | 1   | 2   | 5   | 4   | 283 |
| 4    | Estados Unidos | 8   | 7   | 2   | 5   | 2   | 4   | 11  | 11  | 3   | 7   | 3   | 2   | 2   | 274 |
| 5    | Inglaterra     | 4   | 4   | 4   | 17  | 7   | 1   | 4   | 4   | 17  | 3   | 11  | 7   | 1   | 257 |
| 6    | Brasil         | 3   | 1   | 11  | 1   | 9   | 8   | 10  | 10  | 8   | 6   | 12  | 9   | 14  | 211 |
| 7    | México         | 5   | 13  | 7   | 4   | 17  | 13  | 5   | 5   | 2   | 10  | 4   | 13  | 12  | 201 |
| 8    | Alemanha       | 6   | 11  | 9   | 10  | 10  | 7   | 13  | 6   | 13  | 2   | 8   | 6   | 5   | 198 |
| 9    | Dinamarca      | 7   | 19  | 8   | 8   | 14  |     | 6   | 7   | 7   | 17  | 18  | 8   | 19  | 133 |
| 10   | Austrália      | 14  | 16  | 13  | 14  | 12  | 14  | 8   | 12  | 12  | 16  | 9   | 11  | 10  | 115 |
| 11   | Suécia         | 12  | 8   | 15  | 9   | 15  | 15  | 15  | 8   | 11  | 13  | 6   |     |     | 113 |
| 12   | Escócia        |     |     |     |     |     | 9   |     |     |     |     |     |     |     | 13  |
| 13   | Itália         | 16  |     |     |     |     |     |     |     |     |     |     | 16  |     | 10  |
| 14   | Países Baixos  |     |     |     |     |     |     |     |     |     |     |     |     | 13  | 8   |
| Pos. | País           | LBH | MTY | MIL | POR | CLE | TOR | EDM | SJO | DEN | MTL | LVS | SRF | MXC | Pts |